# Pantera
Пантера је био популарни хеви метал састав из Арлингтона, Тексас. Основан је 1981. и често сврставан у поджанр грув метал. Први комерцијални успех бенд је остварио албумом Cowboys from Hell. Текстови Пантериних песама углавном говоре о љубави, металу и животним питањима. Бенд је завршио своју каријеру 2003. године због неслоге. Следеће године је убијен гитариста Дајмбег Дарел Абот док је наступао са својим новим бендом Damageplan.

## Биографија
Негде у беспућима '80-их година идеја два брата - Дарел и Вини Пол Абот, с америчког југа прерасла је у нешто што се, двадесетак година касније назива једним од најбољих и најутицајнијих метал састава икада - Пантера. Ипак, део каријере у ком су заједно с пријатељима Рекс Браун и Теренс Ли снимили неколико непознатих албума с нагласком на натапиране фризуре, пао је у заборав кад је на место вокалисте уместо Лија стао Фил Анселмо.
Заједно с поменутом тројком, Фил је чинио сталну и ударну поставу бенда која се није мењала све до разилажења почетком овог миленијума. Први албум с новим вокалистом Power Metal из 1988. године послужио је само као надимак њиховом музичком изразу и као одскочна даска за потписивање уговора и објављивање њиховог службеног првенца Cowboys from Hell из 1990. Нови звук, експлозивни концерти, те две ударне химне Cemetery Gates и нааловна Cowboys from Hell помогли су им да добију статус велике надолазеће атракције. Одмах после обилажења света и снимања кућног видеа на ком показују своју љубав према сексу, дроги, алкохолу и металу улазе у студио и снимају велики, сирови и брутални Vulgar Display of Power. Више ни на телевизији нису могли проћи незапажено и велики датуми (један од њих је и одсвирани концерт у Русији пред милион људи) исписани су у њиховим каријерама и само је било питање времена када ће се почети вртети по познатијим топ-листама светске музике.
После само шест недеља снимили су звуком јединствен и моћан албум Far Beyond Driven, са хитовима као 5 Minutes Alone, I'm Broken, Becoming, те прва обрада у њиховој каријери - Planet Caravan (Black Sabbath), који су их увели на прво место Билбордове листе. Не треба ни напомињати да су били први састав који је тако екстремном музиком успео у томе. У њиховим животима, ипак, није се пуно мењали. Дуге и забавне турнеје, распродате дворане широм Америке и Европе опет су их 1996. довеле до врата студија. Овог пута, као и сваки успешан бенд, допустили су себи мало експериментисања, успорили су темпо и помакли се од бескомпромисне жестине претходног албума, те добили The Great Southern Trendkill. Али, и уз такве промене створили су један од најжешћих и најбољих албума године који је својом мрачношћу, демонским вокалима и огорченом тематиком поделио критичаре и смањио продају. Поред хитова Drag The Waters и War Nerve, песме као што су Suicide Note и Living Through Me показале су да дрога узима велики замах у животу Пантере и дошло је до првих проблема. Причало се о Анселмовом дистанцирању од бенда и његових чланова и о разним хероинским случајевима.
Тензије међу члановима Пантере и међусобна неслагања станку су развукла на дугих и сушних четири године, што је само на кратко прекинуто издавањем live албума Official Live: 101 Proof (1997). Три године касније снимили су помало носталгичан, али исто тако одличан Reinventing The Steel, који делимично због експлозије новоталасног метала, а делимично и због очекивања која је поставио Far Beyond Driven, није постигао очекивани успех. Нова турнеја и гостовање на бројним фестивалима било је последње што смо видели од Пантере. Фил Анселмо се и даље посвећивао разним поројектима међу којима су медијску пажњу остварили само Down (придружио му се Рекс Браун) и Superjoint Ritual, док су се браћа Абот клела на верност својој Пантери, те новоствореном групом Damageplan наставила где су стали.
Иако се увек причало да ће их невероватна хемија која је владала међу 'четворо браће' вратити заједно на позорницу и у студио, свака нада умрла је 8. децембра 2004. Наиме, тачно 24 године после убиства Џона Ленона, залуђени обожавалац Пантере попео се на позорницу за време прве песме на једном од концерата Damageplana и приредио крвопролиће у ком је бројним хицима усмртио Дајмбег Дарел Абота и неколицину присутних. Смрт гитаристичког гуруа још је једном, последњи пут, бацила светло на Пантеру.

## Састав
- Фил Анселмо - вокал
- Дајмбег Дарел Абот - гитара и пратећи вокал
- Вини Пол Абот - бубњеви
- Рекс Браун - бас-гитара

## Бивши чланови
- Тери Глејз - вокал и гитара
- Дејвид Пикок - вокал
- Дони Харт - вокал
- Мат Ламур - вокал
- Томи Брадфорд - бас-гитара

## Дискографија

### Албуми
| Година изласка | Назив                                                                    | Издавач             |
| 1983.          | Metal Magic                                                              | Metal Magic Records |
| 1984.          | Projects in the Jungle                                                   | Metal Magic Records |
| 1985.          | I Am the Night                                                           | Metal Magic Records |
| 1988.          | Power Metal                                                              | Metal Magic Records |
| 1990.          | Cowboys from Hell                                                        | Atlantic Records    |
| 1992.          | Vulgar Display of Power                                                  | Eastwest Records    |
| 1994.          | Far Beyond Driven                                                        | Eastwest Records    |
| 1996.          | The Great Southern Trendkill                                             | Eastwest Records    |
| 1997.          | Official Live: 101 Proof                                                 | Eastwest Records    |
| 2000.          | Reinventing the Steel                                                    | Eastwest Records    |
| 2003.          | The Best of Pantera: Far Beyond the Great Southern Cowboys' Vulgar Hits! | Eastwest Records    |

### Синглови
| Година | Назив                           |
| 1990.  | Cemetery Gates                  |
| 1990.  | Cowboys From Hell               |
| 1992.  | Hollow                          |
| 1992.  | Hostile Mixes                   |
| 1992.  | Mouth For War                   |
| 1993.  | Walk                            |
| 1994.  | 5 Minutes Alone                 |
| 1994.  | Planet Caravan                  |
| 1994.  | Planet Caravan : Part 2         |
| 1994.  | Shedding Skin                   |
| 1994.  | I'm Broken/Slaughtered          |
| 1994.  | I'm Broken/Slaughtered : Part 2 |
| 2001.  | Revolution is My Name           |

### Компилације
| Година изласка | Назив                                     | Издавач             |
| 1985.          | The Hot 'n Heavy Home Video               | Metal Magic Records |
| 1991.          | Cowboys from Hell: The Videos             | ATCO                |
| 1993.          | Vulgar Video                              | Elektra             |
| 1997.          | 3: Watch it Go                            | Elektra             |
| 1999, 2006.    | 3 Vulgar Videos from Hell (DVD ре-издање) | Elektra/Rhino       |